# Neukirchen bei Lambach
Neukirchen bei Lambach è un comune austriaco di 907 abitanti nel distretto di Wels-Land, in Alta Austria.